# Jessie Stephenson
(Sara) Jessie Stephenson (* 6. Februar 1873 in Walmsgate, Louth, Lincolnshire; † 9. August 1966 in Cromer, Norfolk) war eine englisch-britische Suffragette.

## Leben
Stephenson wurde als zweite Tochter in einer Familie von mindestens drei Töchtern und vier Söhnen des wohlhabenden Landbesitzers und Landwirts Leslie William Stephenson (1844–1922) und seiner Frau Sarah Jane, geborene Willows (1840–1933), geboren. Stephenson und ihre Schwestern wurden von einer Gouvernante erzogen und die Eltern beschränkten die Erziehung ihrer Töchter auf häusliche Werte. In ihren unveröffentlichten Memoiren berichtet Stephenson, dass sie zum ersten Mal mit der Ungleichheit zwischen den Geschlechtern konfrontiert wurde, als ein Freund der Familie ohne Konsequenzen eine Affäre hatte. Trotz des Widerstandes ihrer Eltern wollte sie mehr als nur ein häusliches Leben führen und reiste als Englischlehrerin durch Frankreich und Deutschland. Zurück in England zog Stephenson 1903 in eine moderne Unterkunft für berufstätige Frauen, den Twentieth Century Club in London, wo auch Ada Flatman wohnte, und trat eine Stelle als Sekretärin eines Anwaltsan, um sich ihren Lebensunterhalt selbst zu verdienen.
Stephenson schloss sich der Women’s Social and Political Union (WSPU) an und spendete einen Teil ihres Einkommens aus der Lehrtätigkeit für deren Zwecke. Stephenson engagierte sich 1907 aktiv, indem sie während ihres Urlaubs mit einem Transparent „Keep the Liberal Out“ und „Votes For Women“ herumfuhr, um die WSPU mit Christabel Pankhurst, Nellie Martel und Mary Gawthorpe bei den Nachwahlen in Jarrow zu unterstützen.
Am 21. Juni 1908 war Stephenson Anführerin des Paddington-Abschnitts des großen Frauenmarsches am „Women’s Sunday“ im Hyde Park. Sie war eine hervorragende Rednerin und gehörte zu den Hauptrednerinnen bei dieser Veranstaltung. Sie hatte sich zu diesem Anlass ein neues, weißes Musselin-Kleid, Handschuhe und einen Hut gekauft, wobei sie Weiß und eine Schärpe in den WSPU-Farben Lila, Weiß und Grün trug. Stephenson gehörte auch zu der Frauendelegation mit Emmeline Pethick-Lawrence, Florence Haig, Maud Joachim und Mary Phillips, die zusammen mit Emmeline Pankhurst versuchte, das House of Commons zu betreten. Sie gehörte aber nicht zu den Verhafteten. Im November 1910 wurde sie jedoch für einen Monat im Holloway Prison inhaftiert, weil sie das Haus des liberalen Abgeordneten Herbert Samuel beschädigte und sich weigerte, die Geldstrafe von 5 Pfund sowie den Schadensersatz (1 Pfund 10 Schilling) zu leisten. Stephenson beschrieb die Behandlung von Frauen, denen bei ihrer Ankunft die Haare heruntergelassen und durchsucht wurden, wozu sie sich ausziehen mussten. Aber nach einer Änderung der Vorschriften durften sie im Gegensatz zu den meisten anderen Gefangenen ihre eigene Kleidung tragen. Sie durfte auch ein Schreiben ihres Arbeitgebers erhalten, in dem ihr mitgeteilt wurde, dass sie ihren Arbeitsplatz und ihre Unterkunft verlieren würde, wenn sie die Geldstrafe nicht bezahlte, um freigelassen zu werden. Doch sie weigerte sich und verbüßte ihre Strafe zusammen mit den anderen inhaftierten Suffragetten. Bei dem Festessen anlässlich der Entlassung der Gefangenen erhielt Stephenson ein Arbeitsangebot, als bezahlte Organisatorin für die WSPU in Manchester tätig zu werden und wurde neben Christabel Pankhurst platziert. Sie hielt eine Rede, über die in Votes for Women vom 30. Dezember 1910 unter der Überschrift Thank God for Mrs. Pankhurst berichtet wurde.

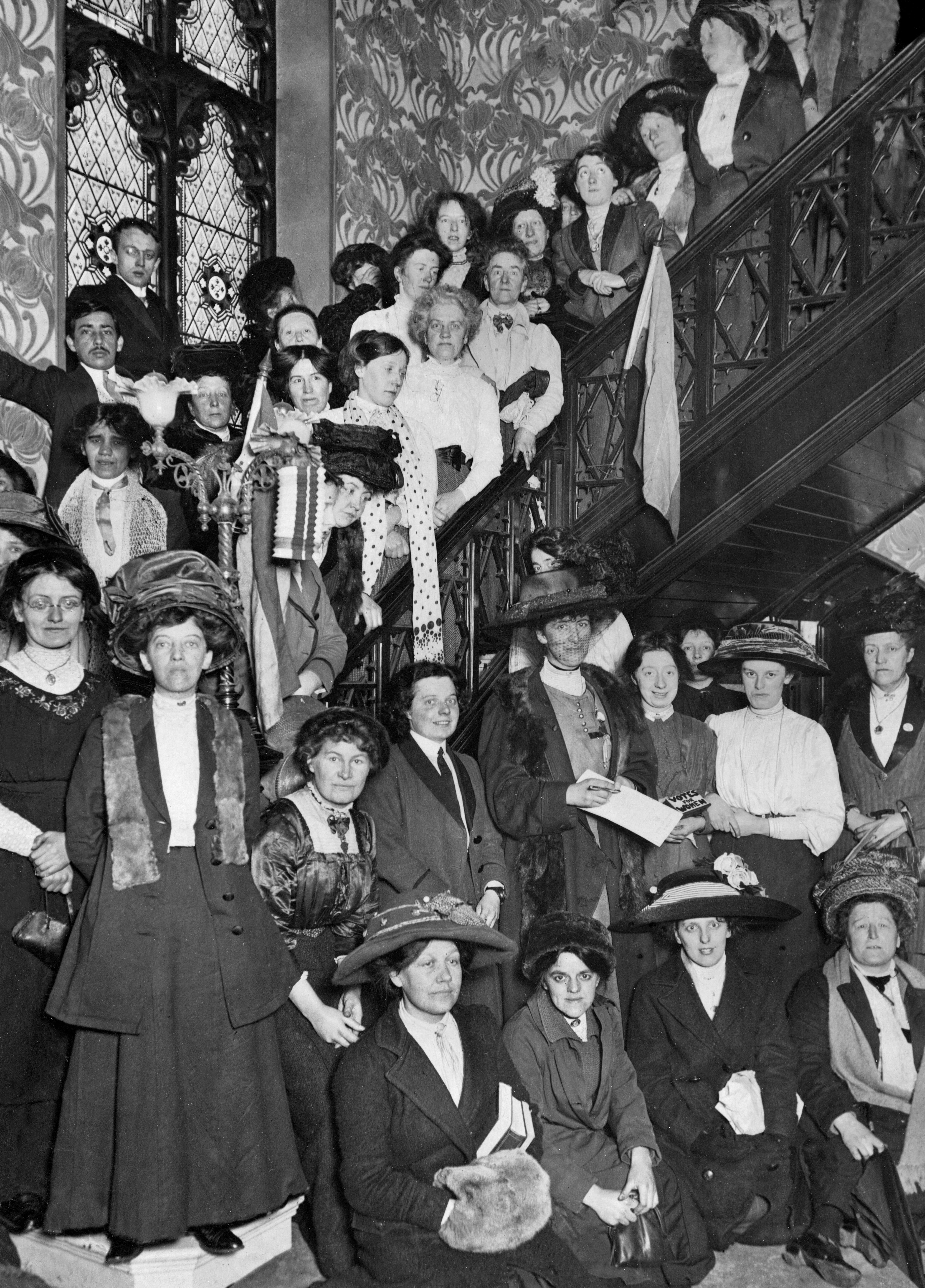
Suffragetten in Manchester während des Boykotts der Volkszählung von 1911

Die Suffragetten-Organisationen, darunter die WSPU, führten unter dem Motto „No Vote, No Census“ und „Until We Count We Won't Be Counted“ einen Massenboykott der Volkszählung im April 1911 durch. Stephenson konnte sich in einem Haus im wohlhabenden Stadtteil Victoria Park von Manchester einquartieren, wo sie einen Boykott der Volkszählung organisierte. Als eigentliche Mieterin war Stephenson für das Ausfüllen der Volkszählungslisten in ihrer Wohnung verantwortlich und ermöglichte es trotz Androhung von Strafverfolgung zahlreichen Frauen, sich der Volkszählung zu entziehen, indem sie dort übernachteten. Sie lud Journalisten ein, das Haus zu besuchen und ihrem Protest beizuwohnen, der nicht von Verhaftungen begleitet wurde.
Nach dem Volkszählungsboykott gab Stephenson den militanten Aktivismus auf. Sie war gesundheitlich angegriffen und nach der Gefängnisstrafe hatten sich die Beziehungen zu ihrer Familie, vor allem zu allem ihren Schwestern, dramatisch verschlechtert. Als im Jahr 1918, nachdem der Erste Weltkrieg fast vorbei war und Frauen durch den Krieg in Rollen gedrängt worden waren, die es in Großbritannien bis dahin nicht gegeben hatte, wurde im Representation of the People Act 1918 das Wahlrecht für einen Teil der Frauen gewährt. Stephenson schrieb dazu in ihren zweibändigen Memoiren No Other Way (1932) darüber im Klaren, dass es ohne den militanten Einsatz der Suffragetten nicht dazu gekommen wäre:

„Governments are not philanthropists – certainly not to non-voters – seldom give what they are absolutely not forced to, and I say with positive certainty – the Government would not have granted women's suffrage with such a harmless and poorly backed demand [of the National Union of Women's Suffrage Societies] […] As it was the Government returning, all tired, to home affairs after the Great War, to a country recently ablaze from end to end with enthusiasm for women's vote, and likely to burst into still more desperate enthusiasm if denied, faced with this threat, passed the Electoral Bill in January [1918].“

„Regierungen sind keine Philanthropen – schon gar nicht gegenüber Nichtwählern – sie geben selten etwas, wozu sie nicht absolut gezwungen sind, und ich sage mit absoluter Gewissheit, dass die Regierung das Frauenwahlrecht nicht mit einer so harmlosen und schlecht untermauerten Forderung [der (nicht militanten) National Union of Women's Suffrage Societies] gewährt hätte […]. Die Regierung, die nach dem Ersten Weltkrieg müde zu den inneren Angelegenheiten zurückkehrte, in ein Land, das seit kurzem in hellem Enthusiasmus für das Frauenwahlrecht entbrannt war und wahrscheinlich in noch verzweifelteren Enthusiasmus ausbrechen würde, wenn man es ihr verweigerte, verabschiedete angesichts dieser Bedrohung im Januar [1918] die Electoral Bill.“

In den Memoiren, die sie der Suffragette Fellowship schenkte und die sich heute in der Suffragetten-Sammlung des Museum of London befinden, schrieb sie auch:

„Woman now has in her hands the key, to get repealed the scandalous laws made against her in the past […] We surviving warriors, battled, mauled and mostly worn out, look confidently to her to steadily and surely march towards the greatest reform the world has ever faced […] I have dreamt of since my early girlhood, which will, which must come.“

„Die Frau hat nun den Schlüssel in der Hand, um die skandalösen Gesetze, die in der Vergangenheit gegen sie erlassen wurden, aufzuheben […] Wir überlebenden Kriegerinnen, die wir gekämpft haben, zerfleischt und größtenteils erschöpft sind, blicken zuversichtlich auf sie, um stetig und sicher auf die größte Reform zuzugehen, die die Welt je erlebt hat […] Ich habe seit meiner frühen Mädchenzeit davon geträumt, was kommen wird, was kommen muss.“

Stephenson verbrachte ihr Lebensende in Norfolk, in Sheringham und starb 1966 im Krankenhaus in Cromer.